# Chris Shevlane
Chris Shevlane (Edimburgo, Escocia, 6 de mayo de 1942-Glasgow, Escocia, 14 de marzo de 2023) fue un futbolista británico que jugó como lateral derecho para los Hearts, Greenock Morton, Celtics y Hibernian.

## Carrera
Después de jugar para Edina Hearts y Loanhead Mayflower, Shevlane comenzó su carrera profesional con Hearts.  Hizo su debut competitivo en abril de 1963 y obtuvo reconocimiento internacional con la selección sub-23 de Escocia y la liga escocesa XI. Una lesión en el tobillo hizo que Shevlane se perdiera la mayor parte de la temporada 1966-67, y Hearts lo dejó en libertad al final de esa temporada. Luego fichó por el Celtic, pero no pudo desplazar al lateral derecho de primera elección Jim Craig e hizo solo dos apariciones en la liga para el club.
En 1968, Shevlane se mudó al Hibernian y él los ayudó a llegar a la final de la Copa de la Liga de Escocia de 1968-69, que perdieron 6-2 ante su club anterior, el Celtic. Más tarde jugó para Greenock Morton antes de retirarse del fútbol.
Más tarde, Shevlane trabajó para una librería y también dirigió el Shevlane's Bar en el área de Springburn en Glasgow. Murió en su residencia de Glasgow el 14 de marzo de 2023, a la edad de 80 años.

## Clubes
| Club                   | País    | Año       | Partidos | Goles |
| ---------------------- | ------- | --------- | -------- | ----- |
| Heart of Midlothian FC | Escocia | 1962-1967 | 104      | 1     |
| Celtic FC              | Escocia | 1967-1968 | 2        | 0     |
| Hibernian FC           | Escocia | 1968-1971 | 66       | 1     |
| Greenock Morton FC     | Escocia | 1971-1974 | 38       | 0     |